# Moteur à combustion contrôlée
Ne doit pas être confondu avec Moteur à combustion.

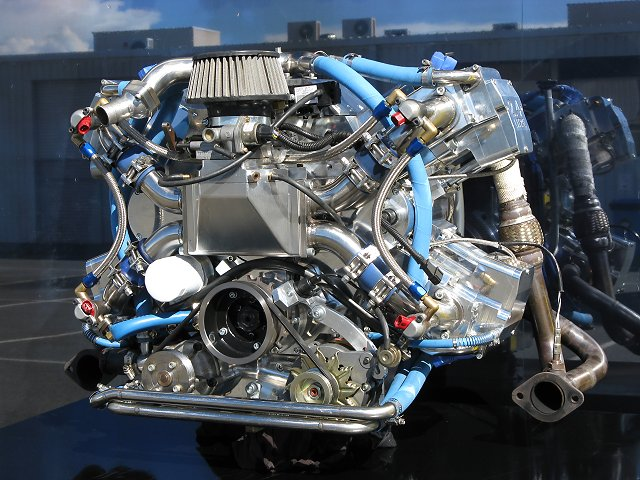
Prototype de moteur Revetec X4v2

Un moteur à combustion contrôlée (en anglais : « controlled combustion engine », ou CCE) est un terme utilisé par la société Revetec pour caractériser un type de moteur à explosion conçu par Brad Howell-Smith. Il utilise deux cames contrarotatives à la place d'un vilebrequin. Les paires de cylindres sont opposées dans une disposition à plat ou en « X ».

## Histoire
L'idée est venue à Howell-Smith, ingénieur automobile australien, lors d'un rêve en 1995. Il a conçu cinq versions différentes et fondé la société Revolution Engine Technologies Pty Ltd. en 1996 avec un budget de 2 000 dollars australiens. Le premier prototype opérationnel a été construit par son beau-père Peter Koch dans le garage de Howell-Smith. Il a installé ensuite sa société Revetec à Sydney. Le public a découvert le prototype lors du Sydney International Motor Show de 1996. Le travail a débuté sur un second prototype prévu pour les groupes électrogènes et les pompes, cependant l'intérêt montré par les marchés automobiles du Moyen-Orient a réorienté les objectifs vers les applications automobiles.

## Description
Le moteur Revetec  est construit avec deux cames trilobées contrarotatives, chacune contribuant au mouvement. Deux roulements roulent le long de chaque came (quatre roulements au total) et restent continuellement en contact avec les cames. Les roulements sont montés sous deux pistons interconnectés, de manière à maintenir un jeu suffisant tout au long de la course.
Les deux cames tournent et poussent le piston par effet de ciseaux sur les roulements. Une fois en haut de la course le mélange combustible est allumé. C'est la course motrice durant laquelle le plus grand effort est obtenu après que le piston ait parcouru environ 5 % de sa course depuis le point mort haut (PMH) (approximativement 10° après le PMH), ce qui fait le meilleur usage des hautes pressions en début de cycle. À titre de comparaison un moteur classique développe son plus grand effort après que le piston se soit déplacé d'environ 40 % de sa course depuis le PMH (approximativement 60° après le PMH). Un effet secondaire est que ce type de moteur peut avoir un régime de ralenti beaucoup plus faible. 
Comme les efforts sur le piston sont parfaitement linéaires dans son axe, les efforts latéraux sur les cylindres sont minimisés, ce qui diminue l'usure et les besoins de lubrification. Les cames créent moins de chocs sur les pistons, ce qui facilite l'usage de pistons en céramiques. Le moteur peut fonctionner dans les deux sens si les cames sont symétriques.
La distance au vilebrequin est déterminée par la longueur entre le point de contact et le centre de l'axe (et non par la course du piston).
Les deux roulements appuient sur les deux cames en sens contraire ce qui annule les efforts latéraux. Un ensemble composé de cinq pièces mobiles produit six courses motrice par tour d'arbre. Passer de trois à cinq lobes par came permet de produire dix courses motrices par tour sans augmenter le nombre de composants.

## Avantages
Revetec revendique les avantages suivants :
- Puissance spécifique de 0,88 ch/kg[2]. À titre de comparaison un moteur d'avion Continental 100 ch complètement équipé a une puissance spécifique de 1,025 ch/kg[3]
- Rendement - Des tests récents ont donné de bons résultats pour un moteur à essence à mélange pauvre[4].
- Moins de pièces mobiles et moins de composants ce qui simplifie la fabrication par rapport aux moteurs classiques.
- Haut moteurs identiques à ceux des moteurs classiques, ce qui permet la réutilisation des technologies existantes.
- Conception adaptable - permet une construction en deux ou quatre temps, à allumage ou diesel, à aspiration ou compressé.
- Élimine certaines irrégularités des mouvements alternatifs. Il n'est pas nécessaire de prévoir un équilibrage de second ordre.
- L'arbre moteur peut tourner dans les deux sens si les cames sont symétriques. [citation nécessaire]
- Ce type de moteur peut être conçu pour tourner très lentement en produisant un couple élevé[5].
- Une réduction des courses diminue les pertes thermiques du cylindre.
- Une course de piston augmentée est possible car la conception du moteur permet un taux de compression plus faible que la normale ce qui réduit les pertes de compression (NDT ???) [citation nécessaire].
- Capable d'utiliser un mélange plus pauvre que les moteurs classiques. [citation nécessaire]
- L'effort mécanique maximum peut être transmis à l'arbre de sortie à 20° du PMH utilisant mieux la haute pression régnant dans la chambre au début de la combustion, à comparer avec les 60° après le PMH des moteurs classiques.
- Des émissions plus faibles peuvent être obtenues du fait d'un contrôle amélioré de la combustion.
- Bas régime de ralenti. [citation nécessaire]
- Peu ou pas d'effort latéral sur le piston, ce qui réduit l'usure de la chemise du cylindre.
- Permet une course différente sur la compression et la détente, améliorant le contrôle de la combustion.
- Bas centre de gravité sur les modèles à plat. [citation nécessaire]
- Du fait du contrôle des accélérations (en jouant sur les formes de came), les vibrations sont réduites. [citation nécessaire]
- Un arbre creux peut être utilisé pour des applications spéciales, telles que les pompes péristaltiques.

## Inconvénients
Les éléments suivant doivent être vérifiés de manière indépendante :
- vibrations ;
- fiabilité, en particulier lors de l'usage de mélange pauvres pour diminuer les consommations ;
- émissions [citation nécessaire].

## Brevets
- Brevet des États-Unis no 5 992 356[6] : Opposed piston combustion engine ; 30 novembre 1999 ; Howell-Smith ; Bradely David (Worongary, AU).

- Revetec a déposé une demande de brevet pour le moteur en « X » fin 2006[réf. nécessaire].

## Performance
Une courbe dynamométrique du moteur Revetec d'1,38 litre affichée sur leur page de développement montre une courbe de couple très plate. Les résultats du test du moteur X4V2 du 11 novembre 2007 montrent les courbes de couple et de puissance ainsi que la cartographie d'injection.
En avril 2008, Revetec a terminé son premier test certifié par un organisme indépendant (Orbital Australia), montrant une consommation spécifique de 212 g/(kW h) (rendement de 38,6 %) avec une performance maximale de 207 g/(kW h) (rendement de 39,5 %).